# Silvia Palumbo
 Silvia Palumbo Jaime (Lincoln, provincia de Buenos Aires, 11 de noviembre de 1963) es una cantautora y militante LGBT y feminista argentina. Fue una de las precursoras del movimiento lésbico en la Argentina, a comienzos de la década de 1990. Fue cofundadora de la asociación Las Lunas y Las Otras (1990-2011), primera organización lésbica estable de Argentina. Como cantautora ha editado cuatro discos como solista (Aprendiza de luna, 2002; Criaturas del sur, 2009; y FaYa de origen, 2013;Noviembre fuego y aire 2023). Ha desarrollado el empoderamiento expresivo feminista a través de tambores, voces y movimientos escénicos.

## Biografía
Silvia Palumbo nació el 11 de noviembre de 1963 en Lincoln, en el oeste de la provincia de Buenos Aires. Consciente de su lesbianismo desde la adolescencia, padeció el ambiente opresivo de la última dictadura argentina en un pueblo pequeño y tradicional.

...de pueblo cerrado y machista, de madre y padre con pocas inquietudes intelectuales, de familia milica, racista y mataputo. Las lesbianas ni existíamos –éramos mitología de otros mundos– hasta que se dieron cuenta de que su hija les había salido marimacho... En ese tiempo solo le rezaba a la virgencita de Luján para que me ayudara a matar esos malos pensamientos y curarme de una vez.
Silvia Palumbo

Apasionada desde muy niña por los tambores y la percusión, tuvo escasas oportunidades para hacerlo porque las costumbres de la época consideraba que las mujeres no debían tocar percusión. Como muchas personas LGBT y ya finalizada la dictadura, «se escapó» a Buenos Aires, buscando un ambiente más anónimo y tolerante hacia las personas con sexualidades disidentes, en un fenómeno denominado «sexilio». Estableció contacto con mujeres feministas, a la par que comenzó a desarrollar sus dotes de cantautora. Tomó contacto con la poeta feminista Diana Bellessi con quien aprendió escritura y composición de canciones, y con la guitarrista y cantautora Mónica Pavicich.
En 1990 fundó con otras mujeres el grupo Las Lunas y Las Otras, del que fue referente, que se convertiría en el primer grupo estable de mujeres lesbianas de Argentina. Desde ese ámbito impulsó la participación de las mujeres lesbianas en el movimiento feminista y en las marchas del Día de la Mujer. Organizó las primeras jornadas nacionales de lesbianas e impulsó la música, el arte y fundamentalmente la percusión como una forma de empoderamiento y visibilización de las mujeres y las lesbianas, con fuerte acento festivo. Entre 1995 y 1999 Las Lunas y Las Otras abrieron una casa para reuniones y espectáculos de mujeres lesbianas, la primera en su tipo en Argentina.
Lideró la formación de «bandas de tamboras feministas», como Las Caramelitas en Calzas, La Banda Lavanda, La Banda de Señoronas y DesBandadas, en las que participó, así como otras en las que no participa como ejecutante, particularmente con mucho éxito en el País Vasco, pero también en otras partes de España, México y Francia, así como en las provincias de Buenos Aires, La Pampa y Neuquén de Argentina.
En 2016 publicó su libro La Banda Lavanda. Cuaderno de creación, metodología y experiencias. Ha lanzado tres discos: Aprendiza de luna (2002), Criaturas del sur (2009) y FaYa de origen (2013). También realizó un disco de recopilación de cantautoras fuera del circuito comercial de Argentina y Uruguay (Lunas de América, 2011). En 2012, con La Banda Lavanda lanzó el álbum del mismo título. Es creadora y directora de la obra musical-teatral feminista Ensayo de señoronas. Junto a Alika Kinan presentó la obra escénica Abolicionismo de Canto y Palabra, «en oposición a la cultura prostituyente».